# Mihael Lutar
Mihael Lutar (mađarski Luttár Mihály) je bio slovenski plemić. Pripadao je nižem plemstvu. Živio je u Međimurju. Vjerojatno se bio rodio u Slovenskoj okroglini (danas Prekomurje). Kod Legrada je stanovao u jednoj kuriji. U kladi Istvána Banffyja je pisao u latinskom i mađarskom jeziku. Pisao je također oznake  o Bánffyjima oko 1650. – 1651. godine.